# 阿夫鲁戴克大堤
阿夫鲁戴克大堤（荷蘭語：Afsluitdijk）是荷兰的一条拦海大堤，属于須德海工程，全长32千米，宽90米，平均高度为海拔7.25米。

## 历史
于1932年完工，现在是欧洲E22公路及A7高速公路的一部分。它连接北荷兰省的登乌弗（Den Oever）和弗里斯兰省的苏黎世（Zurich）村，且将北方咸水的瓦登海和南方淡水的艾瑟尔湖分隔开。这条大堤的设计者是荷兰著名的水利工程师康奈利斯·莱利（Cornelis Lely）。弗莱福兰省首府莱利斯塔德即以他的名字命名。

## 圖集

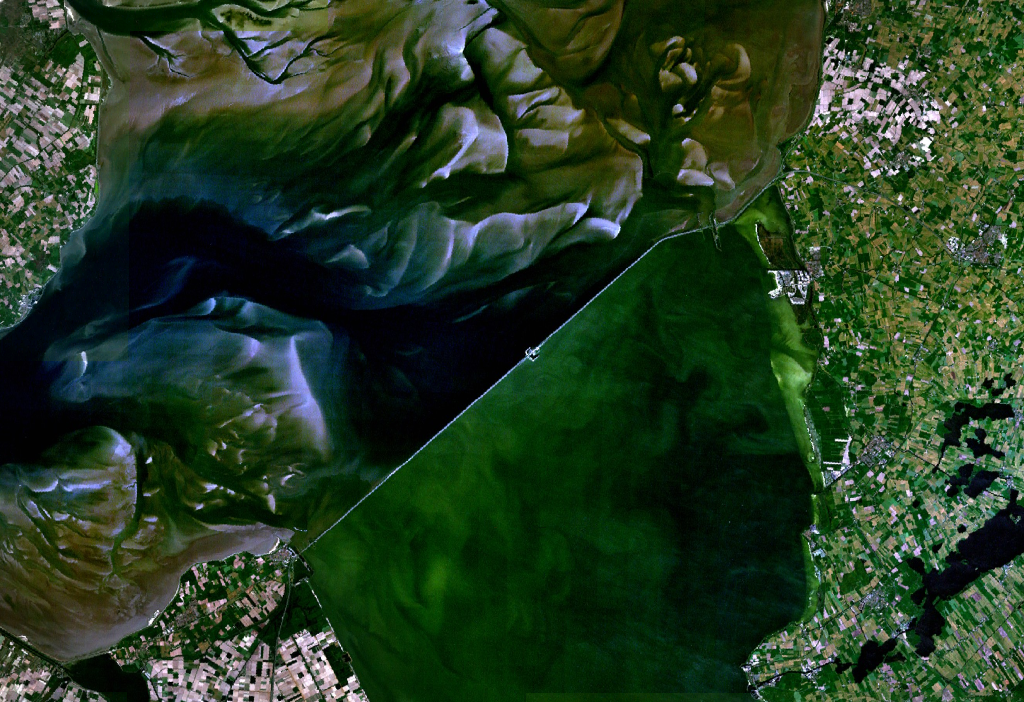
大堤衛星影像
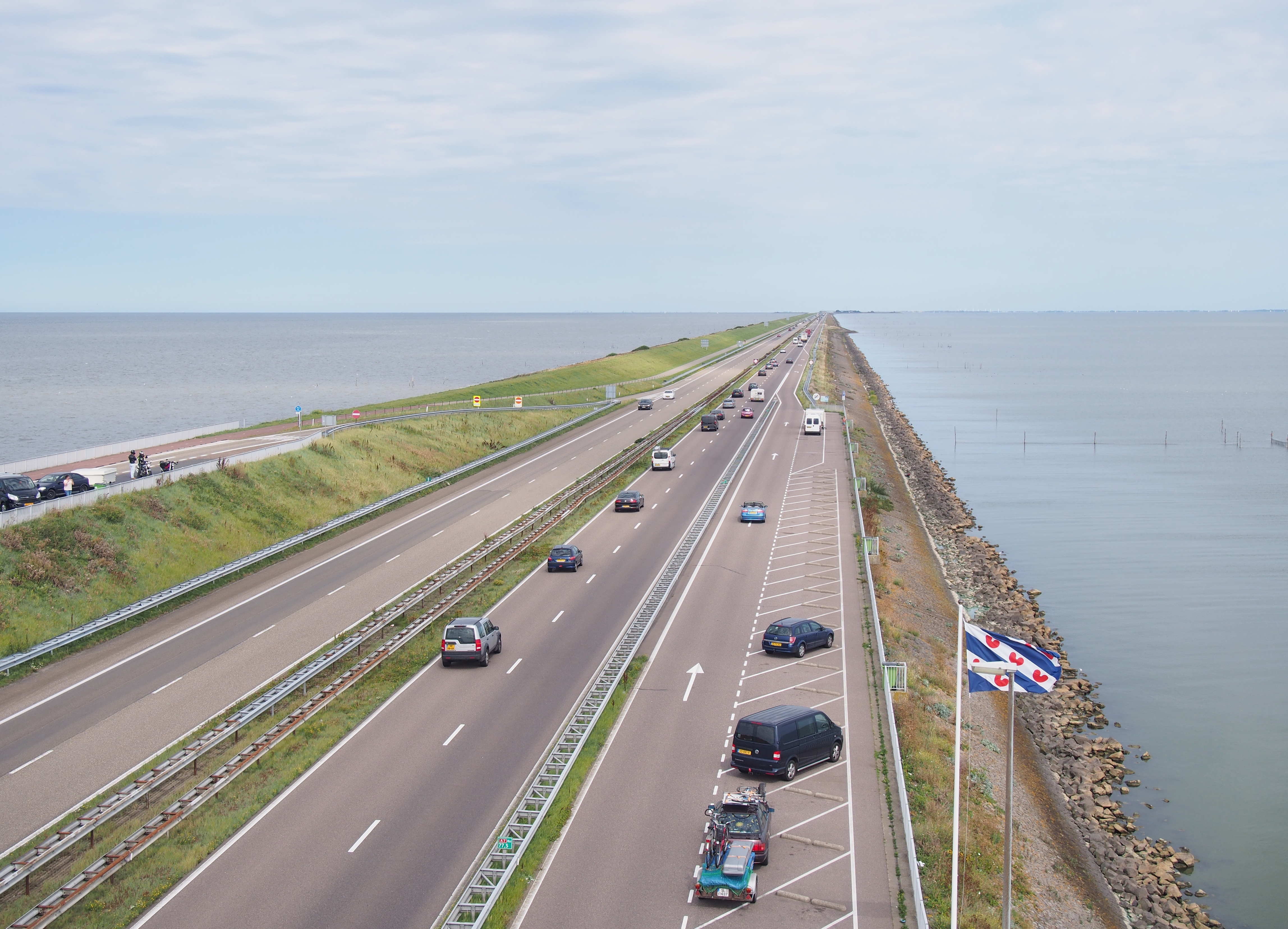
大堤上的歐洲E22公路及A7高速公路（荷兰语：Rijksweg 7）
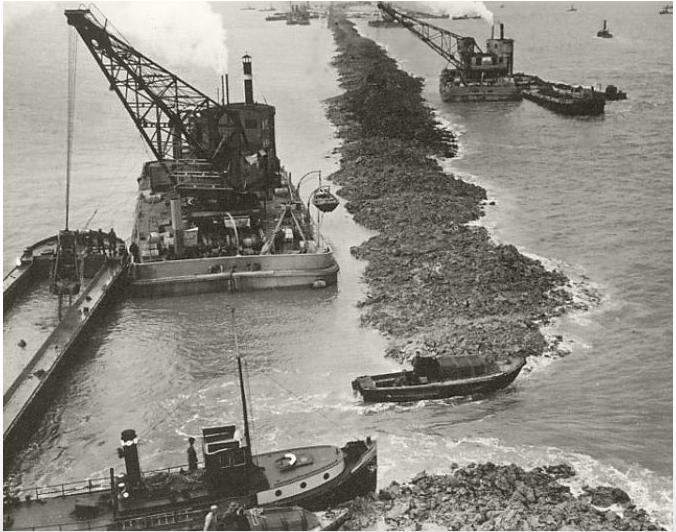
興建中的大堤，1931年